# 더버시

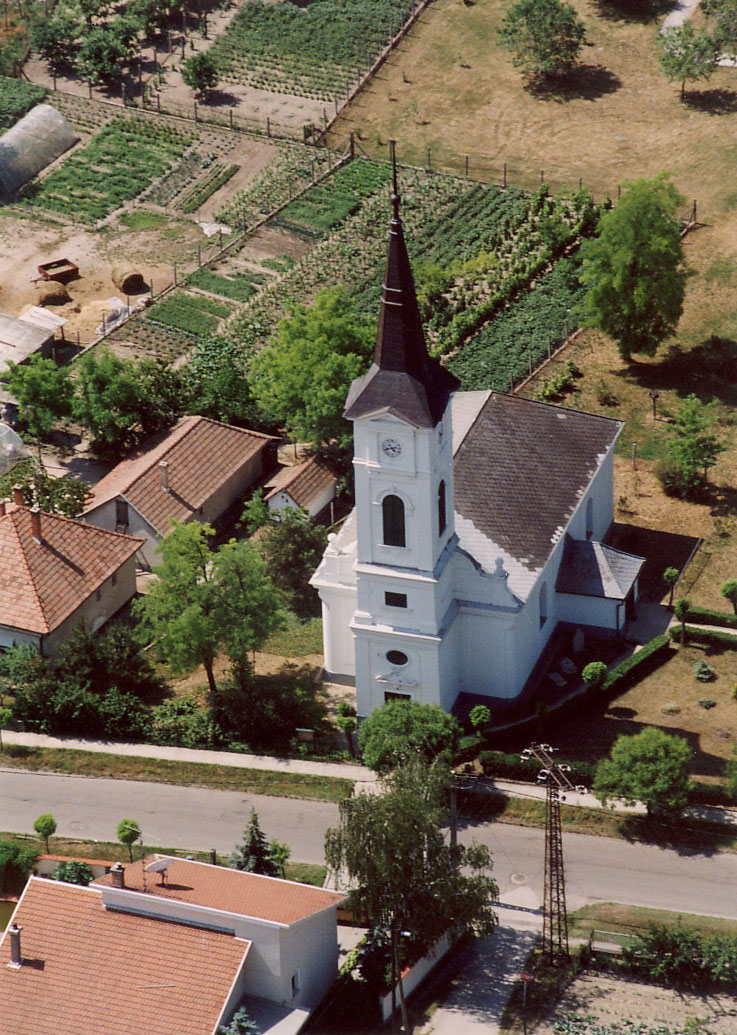
더버시

더버시(헝가리어: Dabas)는 헝가리 페슈트주의 도시로 면적은 165.99km2, 인구는 16,093명(2004년 기준), 인구 밀도는 96.95명/km2이다.